# Il nome di Dio è Misericordia
(Il nome di Dio è Misericordia: pp.71-72; p.96)
Il nome di Dio è Misericordia è un libro-intervista scritto da papa Francesco e dallo scrittore e giornalista Andrea Tornielli. Pubblicato in 85 paesi, è disponibile anche in versione audio. Il titolo del libro in copertina è autografo di papa Francesco.

## Contenuto
Il libro, suddiviso in nove capitoli e 40 domande, riporta la conversazione del pontefice con Andrea Tornielli, vaticanista del quotidiano La Stampa, avvenuta a Casa Santa Marta nel luglio 2015. La misericordia è il tema della conversazione, in vista del Giubileo straordinario che si sarebbe aperto cinque mesi dopo.
I capitoli hanno i seguenti titoli: I) Tempo di misericordia II) Il dono della confessione III) Cercare ogni spiraglio IV) Peccatore, come Simon Pietro V) Troppa misericordia? VI) Pastori, non dottori della Legge VII) Peccatori sì, corrotti no VIII) Misericordia e compassione IX) Per vivere il Giubileo.

## Edizioni
- Papa Francesco e Andrea Tornielli, Il nome di Dio è Misericordia, Piemme Edizioni, 2016,  p. 109, ISBN 978-88-566-5314-4.